# Zárraga
Zárraga es un municipio filipino de cuarta clase, perteneciente a la provincia de Iloílo, en las Bisayas Occidentales.

## Demografía
En 2020, el municipio de Zárraga tenía censados 27 305 habitantes.